# حلقه منتقدان فیلم ونکوور
حلقه منتقدان فیلم ونکوور (انگلیسی: Vancouver Film Critics Circle) در سال ۲۰۰۰ میلادی توسط «دیوید اسپنر» و «یان کَدل» به منظور ارج نهادن بر سینمای کانادا و همچنین اعتلای صنعت سینما و تلویزیون ونکوور بنیان نهاده شد.
اعضای این حلقهٔ نقد فیلم مشتمل بر منتقدان رسانه‌ای و نشریات از شهر ونکوور یا حومهٔ آن هستند و همه ساله، جوایزی به بهترین فیلم‌ها و دست‌اندرکاران آن اهدا می‌کند.